# Art dégénéré

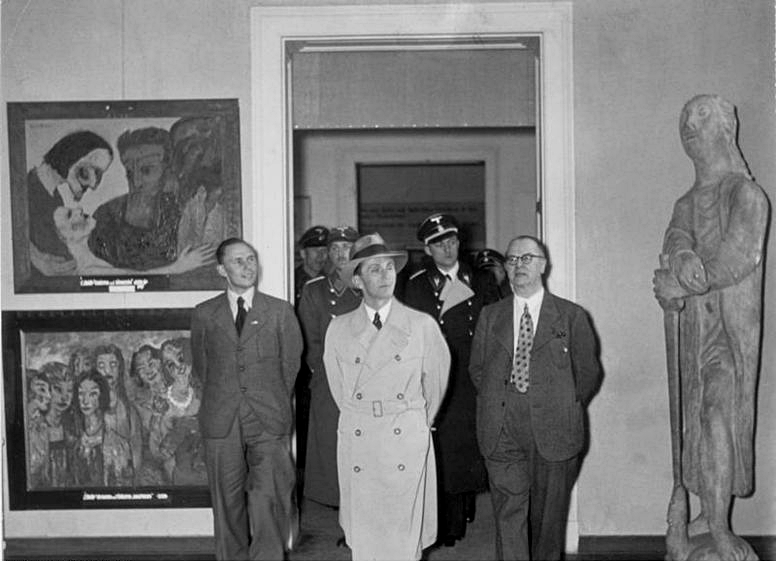
Goebbels visitant l'exposition Entartete Kunst à Berlin : à gauche, deux œuvres d'Emil Nolde, et à droite, une sculpture de Gerhard Marcks.

Art dégénéré (en allemand : Entartete Kunst) est l'expression officielle imposée par le régime nazi à partir de 1937 pour interdire toutes les formes d'expression liées à l'art moderne, dans un but propagandiste, selon une idéologie reposant sur la doctrine nazie sur les races. 
Cette interdiction frappa l'ensemble des formes d'expression modernistes et toutes les avant-gardes, dans les domaines des arts plastiques, de la musique, la littérature, la danse, le théâtre et le cinéma. Les travaux de créateurs de toutes origines furent qualifiés ainsi.
Le terme « dégénéré » provient de la médecine : à la fin du XIXe siècle, Max Nordau, fut l'un des premiers penseurs à utiliser ce terme. 

## Fondements
Le mot germanique « entartet », du moyen haut allemand, signifie « démodé, en dehors des canons de l'Art » (aus der Art geschlagen). Le terme a été utilisé en Allemagne pour la première fois dans un contexte péjoratif au XIXe siècle, lorsque le romantique Friedrich Schlegel emploie l'expression « entarteter Kunst » pour qualifier une partie de la poésie de l’Antiquité tardive. Le diplomate et écrivain français Arthur de Gobineau a utilisé pour la première fois le terme « dégénéré » dans un sens raciste et péjoratif dans son Essai sur l'inégalité des races humaines publié en 1853, mais sans connotation antisémite ou nationaliste affirmée. Karl Ludwig Schemann, qui traduisit l'œuvre de Gobineau en allemand et la publia entre 1898 et 1901, était membre de la Mitglied des Alldeutschen Verbandes, la principale organisation pangermaniste de l'Empire allemand.
En 1892-1893, le médecin et critique sociologiste austro-hongrois Max Nordau, qui fut aussi l'un des fondateurs du sionisme, publie un essai intitulé Entartung (Dégénérescence, traduit et publié en français chez Félix Alcan, 1894), dans lequel il tente de prouver que la dégénérescence de l'art pourrait être attribuée à la dégénérescence des artistes (sur les plans physiologiques, psychologiques et sociologiques). Nordau critique presque tous les mouvements littéraires de son temps, du symbolisme au naturalisme, qu'il associe à une forme de décadence, et qui seraient l'expression d'une maladie dégénérative. Ses attaques portent principalement sur les préraphaélites, Richard Wagner, Paul Verlaine, Stéphane Mallarmé, Jean Moréas, Charles Baudelaire, Théophile Gautier, Oscar Wilde et Henrik Ibsen.

Avant la Première Guerre mondiale, le terme est utilisé en Allemagne en relation avec les arts visuels, par exemple dans un discours du député Julius Vorster prononcé le 12 avril 1913 à la Chambre des représentants de Prusse, lorsqu'il fait référence à une exposition du Sonderbund à propos de l'un des tableaux les plus célèbres de Franz Marc (La Vache jaune, musée Guggenheim de New York) et qu'il s'indigne dans ces termes : 

« Parce que, messieurs, nous avons affaire ici à une tendance qui, de mon point de vue de profane, représente une dégénérescence, l'un des symptômes d'une période de maladie. »

## Le nazisme face à l'art moderne
Les nationaux-socialistes entreprennent très tôt de diffamer toutes les formes d’art moderne. Ils développent un idéal artistique distinct de l’art allemand et condamnent ce qu'ils appellent « l’art du déclin » et l’art « étranger », qui ne correspondait pas aux idéaux nationaux-socialistes et se caractérisait, selon eux, par une forme de pessimisme et de pacifisme. Les artistes communistes ou juifs ont été interdits de travailler et de peindre, et leurs œuvres d'art ont été retirées des musées et des collections publiques et confisquées. Les représentants de « l’art dégénéré » ont été contraints d’émigrer ou ont été assassinés.
Ces actions commencent avant même l'arrivée de Hitler au pouvoir. En effet, le décret « Contre la culture noire pour le peuple allemand » (Wider die Negerkultur für deutsches Volkstum) du 5 avril 1930, dirigé contre l'art moderne, fut pris à l'initiative du ministre NSDAP de l'Éducation de Thuringe, Wilhelm Frick, et constitue le point de départ de l'attaque contre les influences dans l'art définies comme « anti-allemandes ». Dans la foulée, les peintures murales d'Oskar Schlemmer pour les bâtiments du Bauhaus à Weimar furent, en octobre 1930, recouvertes de peinture et donc effacées. Frick œuvra à la dissolution du Bauhaus de Weimar et au licenciement du personnel enseignant. Il nomme Paul Schultze-Naumburg, l'un des principaux représentants du parti conservateur de droite et d'une idéologie culturelle réactionnaire, au poste de directeur d'une nouvelle entité, les Écoles d'art unies de Weimar (Vereinigten Kunstlehranstalten Weimar). Sous sa direction, des œuvres d'Ernst Barlach, Charles Crodel, Otto Dix, Erich Heckel, Oskar Kokoschka, Franz Marc, Emil Nolde, Karl Schmidt-Rottluff, entre autres, ont été retirées du musée du château de Weimar. Le ministre Frick est démissionné par le parlement du Land de Thuringe le 1er avril 1931.
Cependant, les élections régionales du 31 juillet 1932 donnent au NSDAP la majorité absolue et ouvrent la voie à la prise de Berlin, puis aux élections de mars 1933. Durant l'été suivant, les installations thermales de Bad Lauchstädt, qui avaient été rénovées pour célébrer l'année Goethe en 1932, et qui comportaient des peintures murales de Charles Crodel, furent en partie incendiées. 
À la suite de la promulgation de la loi du 7 avril 1933 visant à réformer la fonction publique, les artistes juifs, communistes et autres artistes indésirables sont expulsés de force de leurs postes. L'autodafé de livres le 10 mai 1933 à Berlin et dans 21 autres villes allemandes, fait suite au discours de Joseph Goebbels sur la place de l'Opéra de Berlin. En juin 1933, il devient évident que, dès les premiers mois du régime, la diversité de la production artistique née sous la république de Weimar prenait définitivement fin.

## Confiscations, ventes et destructions
Le début d'une nouvelle vague de persécution commence avec la fermeture du nouveau département consacré à l'art moderne de la Nationalgalerie de Berlin le 30 octobre 1936. 
Une deuxième action commence en 1937 sur la base d'un « ordre du Führer » publié par Joseph Goebbels le 27 juillet 1937. Celui-ci donnait pour instruction de « confisquer les produits restants de la période d'expiration de tous les musées, galeries et collections appartenant au Reich, à l'État et aux autorités locales ». En conséquence, une grande partie des œuvres de 101 collections dans 74 villes ont été confisquées ou détruites.
Le destin de ces œuvres retirées des musées et confisquées pose un problème aux historiens de l'art : une petite partie va servir aux expositions propagandistes Entartete Kunst (voir ci-dessous) pour ensuite être soit vendues à l'étranger soit détruites ; une autre partie, non exposée, est vendue à l'étranger ; une troisième partie est directement détruite. Toutefois, dans les faits, de nombreuses œuvres ont été également stockées.
Par ailleurs, les peintres, écrivains et compositeurs incriminés par les lois raciales - à moins qu'ils n'aient émigré à l'étranger - n'avaient pas le droit de travailler et d'exposer. L'interdiction d'acheter des œuvres d'art non aryennes et modernes, en vigueur depuis 1933, fut renforcée. La privation progressive du droit de vote de la population juive signifiait que de nombreuses œuvres d'art appartenant à des particuliers tombaient entre les mains de l'État et, si elles étaient considérées comme « dégénérées », étaient détruites ou vendues à l'étranger.
Une liste des œuvres confisquées a été établie par le régime nazi. Adolf Ziegler a été chargé de diriger l'opération de confiscation et a constitué une commission correspondante. Une fois les confiscations terminées, l'avocat et historien de l'art Rolf Hetsch (1903-1946) fut chargé d'effectuer le catalogage systématique. Ce document a été retrouvé en 1996, et est conservé au Victoria and Albert Museum. Il appartenait à un libraire allemand, Harry Fischer, qui le possédait depuis les années 1960 ; c'est sa veuve qui l'a léguée au musée britannique.

## Des expositions propagandistes

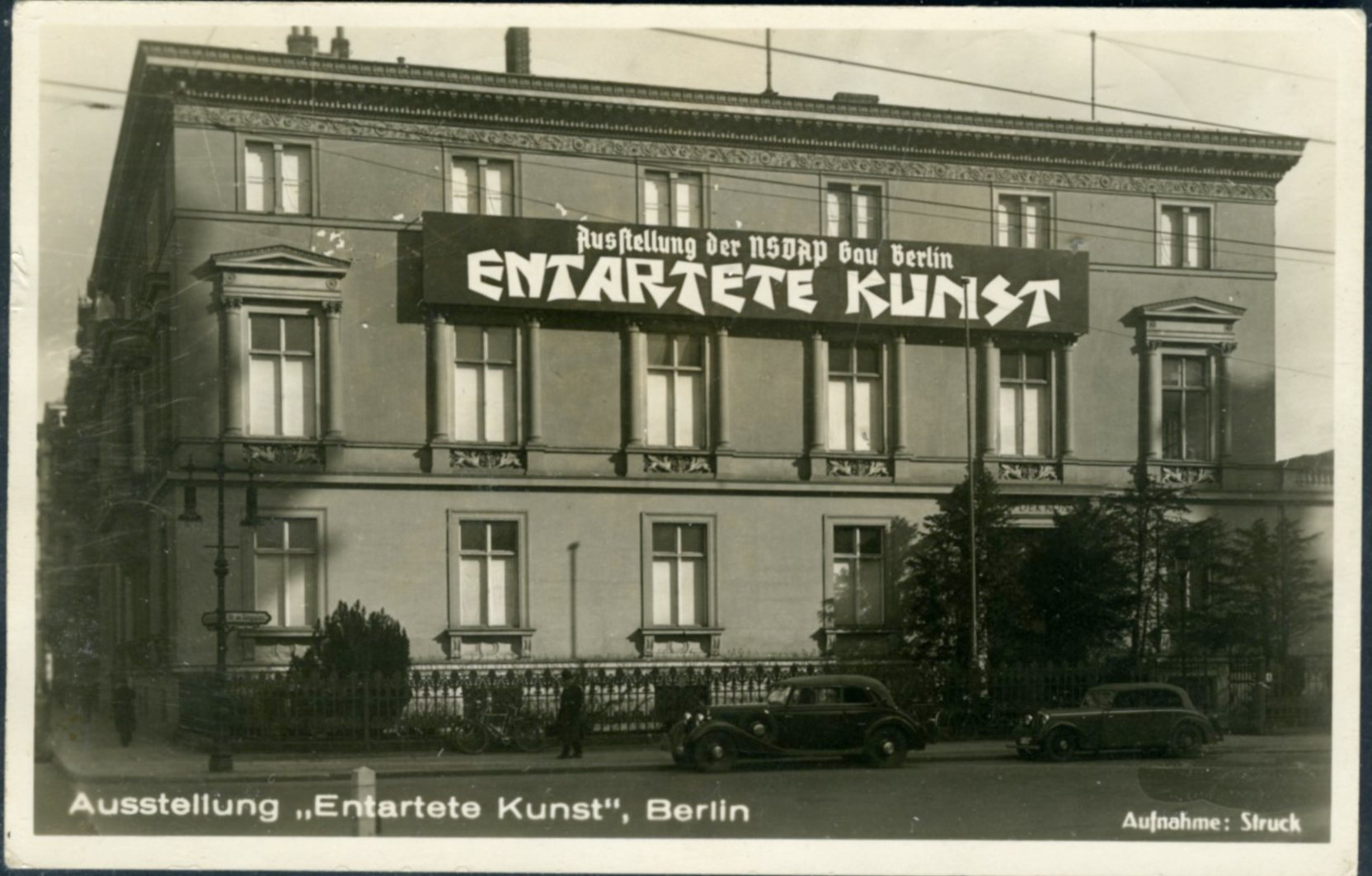
Photo de la Berliner Kunsthalle située à Berlin sur Königsplatz 4 (Platz der Republik), qui accueille l'« Exposition d'art dégénéré » (Entartete Kunst) du 26 février au 8 mai 1938.

Du 19 juillet au 30 novembre 1937, les nazis organisent sous les arcades de la Hofgarten de Munich une vaste exposition intitulée Entartete Kunst, qu'ils présentent comme la production d'artistes bolcheviks et juifs. Le comité de sélection des œuvres d'art est composé par le peintre Adolf Ziegler, apprécié par Hitler, par l'historien de l'art Klaus von Baudissin, qui deviendra plus tard Oberführer dans la Waffen-SS, par le dessinateur Wolfgang Willrich, ainsi que par le graphiste Hans Schweitzer. Cette exposition, présentée dans un premier temps à Munich tourne ensuite dans plusieurs villes d’Allemagne. Elle est à Berlin du 26 février au 8 mai 1938. Puis à Vienne, du 4 au 25 août, et ensuite à Salzbourg, et à Hambourg, du 11 novembre au 31 décembre suivant. Elle perdure jusqu'en 1941, dans les villes suivantes : Leipzig, Düsseldorf, Francfort-sur-le-Main, Stettin et Halle.
Elle présente 730 œuvres d'une centaine d'artistes, choisies parmi plus de 21 000 œuvres saisies dans les musées allemands. Presque tous les grands artistes du XXe siècle, allemands tels que Nolde ou Kirchner, et étrangers, tels que Kokoschka, Picasso ou Chagall, y figurent. Les visiteurs étaient invités à confronter les productions de malades mentaux et celles de représentants de l'avant-garde, une confrontation destinée à mettre en évidence la parenté entre les deux productions et à stigmatiser la perversité des artistes.
Le succès public est immense, avec plus de deux millions de visiteurs, bien que le local soit mal adapté et mal situé. La file des visiteurs s'étend jusque sur le trottoir et « la foule devint telle que le Dr Goebbels, courroucé et gêné, ne tarda pas à la faire fermer ». L'agacement de Goebbels vient surtout du fait qu'au même moment, à Munich, à la  Haus der Deutschen Kunst est organisée une exposition présentant l'art officiel du régime, qui, elle, accueillit moins de 500 000 visiteurs. 
Si aujourd'hui, l'exposition pourrait apparaître comme une impitoyable mise au pilori de créateurs livrés en pâture à l'opinion publique, le but poursuivi à l'époque était tout autre : « Il s'agit d'abord de présenter le peuple allemand, référent structurel et premier du nazisme, comme la victime d'une gigantesque manipulation destinée à l'escroquer. ». L'enjeu de l'opération consistait à faire passer des artistes persécutés et bâillonnés pour des terroristes. Ainsi, dans la cinquième salle de l'exposition, l'« insondable saleté » de Karl Hofer, Ernst Ludwig Kirchner, Max Beckmann ou Oskar Kokoschka est-elle assimilée « aux plus bas instincts du gangstérisme ». Il s'agissait de faire croire que la condamnation de ces inventeurs rendait, in fine, justice aux Allemands.
En 1941, sort sur les écrans allemands le film Venus vor Gericht (litt. Vénus en procès) réalisé par Hans H. Zerlett, un film propagandiste qui s'inscrit dans cette lignée idéologique.

## Conséquences historiques
Parmi les 21 000 sculptures, peintures et œuvres sur papier confisquées dans les musées allemands par le gouvernement nazi, environ 8 500 œuvres sont vendues internationalement par les nazis, dont 125 présentées à la vente aux enchères à Lucerne en Suisse, d'autres étant récupérées par des collectionneurs nazis comme Goebbels, mais une grande partie des 12 500 œuvres d'art « dégénéré » confisquées restantes fut détruite par le gouvernement nazi à Berlin en mars 1939.
Si des artistes tels que Kandinsky, Klee et Schwitters quittent l'Allemagne dès l'arrivée des nazis au pouvoir, Max Beckmann s'enfuit le lendemain de l'ouverture de l'exposition. De nombreux artistes fuient aux États-Unis où ils contribuent à la diffusion de l'art moderne en Amérique. Ceux qui restent sont contraints à une sorte d'exil intérieur. Si Otto Dix et Erich Heckel assagissent leur production afin de ne pas être soupçonnés, d'autres continuent de peindre en secret, par exemple la nuit, tout en produisant des commandes officielles la journée.

 
Une loi du 31 mai 1938 met en place la spoliation des œuvres d'art par le Reich : 
Les produits d’art dégénéré qui ont été saisis dans des musées ou des collections accessibles au public avant l’entrée en vigueur de la présente loi et qui ont été identifiés par un organisme désigné par le Führer et le chancelier du Reich comme des produits d’art dégénéré peuvent être confisqués sans indemnité en faveur du Reich, à condition d'appartenir à des membres du Reich ou à des personnes morales nationales au moment de la saisie.
Le thème de la dégénérescence est repris en 2007 par le cardinal allemand Joachim Meisner à propos de l'art se coupant de la religion. Cette affirmation fait l'objet d'une polémique en Allemagne.

## Le «trésor» de Cornelius Gurlitt

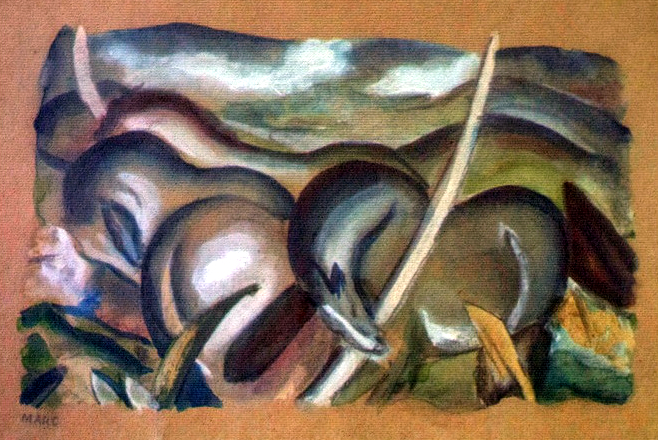
Franz Marc, Chevaux dans le paysage, gouache sur papier retrouvée chez Cornelius Gurlitt.

Le 3 novembre 2013, le magazine allemand Focus révèle que plus de 1 400 tableaux de peintres tels que Courbet, Renoir, Matisse, Chagall, Klee, Kokoschka ou encore Beckmann ont été découverts en 2012, dans le cadre d'un contrôle fiscal, à Munich, au domicile de Cornelius Gurlitt, fils de Hildebrand Gurlitt. Ce dernier avait été directeur de musée, puis, à la suite de l'arrivée des nazis au pouvoir, marchand d'art, l'un des quatre intermédiaires mandatés de 1938 à 1941 par le gouvernement allemand pour vendre à l'étranger des milliers d'œuvres d’art « dégénéré » confisquées,, dont il acquiert d'ailleurs pour lui-même une partie. L'ensemble de ces œuvres, qui sont d'une importance majeure dans l'histoire de l'art, est estimé par les experts à environ un milliard d'euros. Une partie de cette collection proviendrait de confiscations à des collectionneurs et à des galeristes juifs, dont Paul Rosenberg. Puis, en février 2014, plus de 200 tableaux appartenant à Gurlitt sont trouvés dans sa maison à Salzbourg, quelques mois avant sa mort, le 6 mai 2014. En avril 2014, le parquet d’Augsbourg avait cependant levé la saisie prononcée dans le cadre du contrôle fiscal lancé en septembre 2010.
Par testament, Cornelius Gurlitt a fait du musée des Beaux-Arts (Kunstmuseum) de Berne le légataire universel de sa collection. Ce musée ayant passé un accord avec les autorités allemandes, accepte le legs le 24 novembre 2014. Cette collection compte plus de 1 600 œuvres d’art à propos desquelles des recherches sont engagées en Allemagne et en Suisse afin d'identifier les cas d’art spolié par les nazis.
À l'issue de toutes ces recherches, le musée des Beaux-Arts de Berne publie en 2022 son rapport et ouvre l'exposition « Un bilan » du 16 septembre 2022 au 15 janvier 2023, qui précisent un certain nombre de faits :  
- sur les 1 600 œuvres d'art de la collection Gurlitt, plus de 1 000 ont été acquises par Hildebrand Gurlitt après 1933, dont 546 œuvres provenant de la confiscation d'art « dégénéré » dans 51 musées allemands ;
- entre mai 2015 et novembre 2021, 11 œuvres ont été restituées par le musée des Beaux-Arts de Berne aux héritiers des anciens propriétaires de ces œuvres[note 1], conformément aux « Principes de Washington » de 1998 ;
- en juillet 2018, le musée des Beaux-Arts de Berne et les héritiers de Paul Cézanne trouvent un accord concernant le tableau La Montagne Sainte-Victoire (1897) : le musée reste propriétaire de l'œuvre, mais celle-ci sera régulièrement prêtée au musée Granet d’Aix-en-Provence pour y être exposée[25] ;
- en novembre 2019, le Kunstmuseum Bern vend le tableau Marine, Temps d’orage (1873) d’Édouard Manet au musée national de l'Art occidental de Tokyo pour couvrir les frais relatifs au traitement du legs Cornelius Gurlitt ;
- en janvier 2020, 3 œuvres du legs Gurlitt sont cédées à l’État de Bavière en paiement des droits de succession et se trouvent aujourd‘hui à la Pinakothek der Moderne et au Staatliche Graphische Sammlung de Munich ;
- en décembre 2021, le musée des Beaux-Arts de Berne a remis à la République fédérale d’Allemagne 5 œuvres faisant partie du legs Gurlitt dont la provenance n'avait pas pu être élucidée, la responsabilité de poursuivre les recherches passant à la Kunstverwaltung des Bundes allemande.

## Expositions
Plusieurs expositions ont été consacrées à l'« art dégénéré » : trois aux États-Unis au début des années 1990, plusieurs en Allemagne ensuite, et deux en France, l'une en 1989 à l'Institut Goethe et l'autre en 2025 au musée Picasso.

## Liste des créateurs indexés
- Catégorie:Artiste de l'art dégénéré

## Styles incriminés
- Abstraction
- Cubisme
- Dadaïsme
- Expressionnisme
- Fauvisme
- Futurisme
- Impressionnisme
- Surréalisme

## Documentaires
- "L'art dégénéré", une Série Documentaire en quatre émissions de Christine Lecerf, diffusée sur France Culture du 4 au 7 avril 2017.
- "Hitler contro Picasso e gli altri" de Claudio Poli, documentaire sorti en salle en France le 17 septembre 2018.
- "Deux Filles Nues", bande dessinée de Luz parue en 2024.